# Krzysztof Lijewski

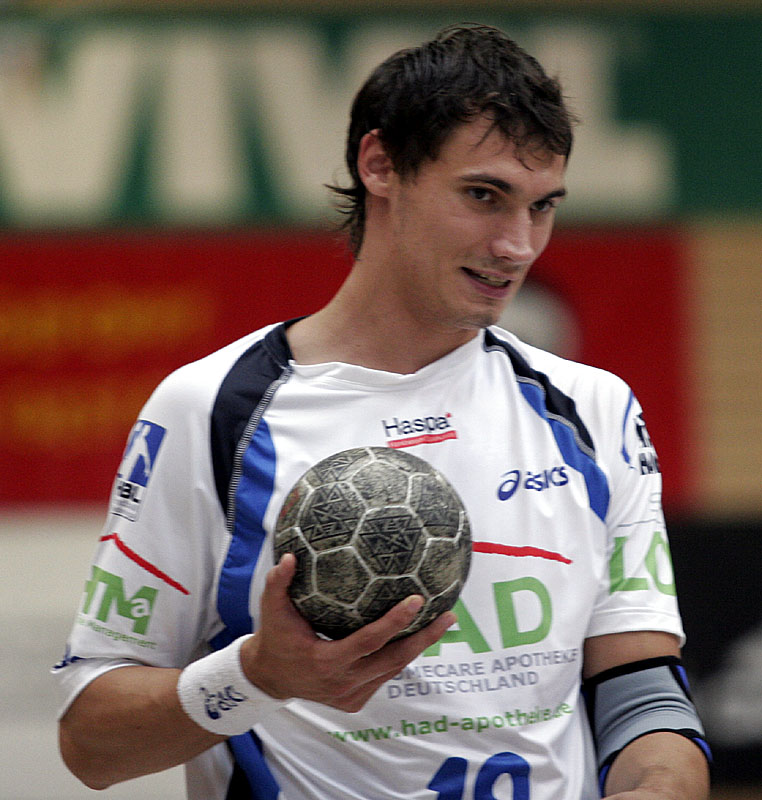
Krzysztof Lijewski w barwach HSV podczas Schlecker Cups 2007 w Ehingen (Donau).

Krzysztof Lijewski (ur. 7 lipca 1983 w Ostrowie Wielkopolskim) – polski piłkarz ręczny, grający na pozycji prawego rozgrywającego, reprezentant Polski, uczestnik igrzysk olimpijskich (Pekin 2008), wicemistrz świata z 2007, brązowy medalista Mistrzostw Świata 2009. Brat Marcina Lijewskiego. Pseudonimy sportowe – „Złoty” i „Lijek”.
Jego bratanica Natalia gra zawodowo w siatkówkę.

## Przebieg kariery

### Klubowa
Pochodzi z rodziny o sporych tradycjach sportowych, bowiem piłkę ręczną uprawiał jego ojciec Eugeniusz, zaś mama – koszykówkę. W dzieciństwie duży wpływ na jego wybory miał starszy o 6 lat brat Marcin. Początkowo – podobnie jak starszy „Lijek” – zafascynowany był koszykówką i to jej poświęcał większość wolnego czasu. Wszystko zmieniło się, gdy Marcin skończył szkołę podstawową i latem 1992 pojechał ze swym ojcem na obóz piłki ręcznej. Wówczas postanowił on porzucić treningi koszykarskie na rzecz szczypiorniaka, więc naśladujący go we wszystkim Krzysztof również postawił na handball. Ponadto do piłki ręcznej gorąco namawiał obydwu braci ich tata twierdząc, że w tej dyscyplinie mają większe szanse na odniesienie sukcesu, niż w koszykówce. Krzysztof zaczął więc uczęszczać na treningi juniorskiej drużyny Ostrovii Ostrów Wlkp., z którą wywalczył swe pierwsze trofeum - złoty medal Mistrzostw Polski Juniorów. W wieku 17 lat zadebiutował w pierwszym zespole, występującym wówczas w drugiej lidze. W 2002 przeszedł do Śląska Wrocław i w 2002 z juniorskim zespołem tego klubu wywalczył Mistrzostwo Polski swojej kategorii wiekowej. Latem tego samego roku został włączony do kadry seniorskiej drużyny Śląska i w wieku 20 lat zadebiutował w polskiej ekstraklasie. w sezonie 2002/2003 zdobył brązowy medal Mistrzostw Polski. Sukces ten powtórzył w następnym sezonie. W barwach Śląska zadebiutował również w europejskich pucharach (1/8 finału Pucharu EHF edycji 2004/2005). Latem 2005 został kupiony przez HSV Hamburg, w barwach którego odniósł swe największe sukcesy w dotychczasowej karierze. W 2006 wywalczył Puchar i Superpuchar Niemiec, zaś rok później 2 miejsce w Bundeslidze oraz Puchar EHF. W 2008 dorzucił medal kolejnego kruszcu - brąz Bundesligi, zaś w dwóch następnych sezonach (2008/2009 i 2009/2010) ponownie srebro. W 2009 i 2010 ponownie tryumfował w krajowym Superpucharze oraz drugi raz w Pucharze Niemiec. Do szczęścia brakowało jedynie mistrzostwa Niemiec, które udało się wywalczyć w sezonie 2010/2011. Jako zawodnik spełniony postanowił zmienić klub i przed kolejną edycją najlepszej ligi świata wylądował w Rhein-Neckar Löwen. W trakcie pierwszego od lat sezonu bez żadnego trofeum podjął decyzję o powrocie do polskiej Superligi, w związku z czym 7 lutego 2012 podpisał 3-letni kontrakt z Vive Targi Kielce, a do zespołu dołączył 1 lipca 2012. Z końcem sezonu 2020/2021 zakończył karierę zawodniczą.

### Reprezentacyjna
W sierpniu 2002 wraz z polską reprezentacją do lat 20 brał udział w młodzieżowych mistrzostwach Europy, rozgrywanych w Trójmieście. Młodzi „Biało-czerwoni” – z Lijewskim, jako jednym z liderów – wywalczyli pierwszy złoty medal w historii polskiej piłki ręcznej. Rok później w młodzieżowych mistrzostwach świata zajął siódme miejsce. Należy do tzw. „złotego pokolenia”, czyli grupy młodych zawodników, którzy kilka lat po wywalczeniu na tej imprezie stali się liderami kadry seniorów (wraz z nim również Karol Bielecki, Mariusz Jurkiewicz i Patryk Kuchczyński). W seniorskiej kadrze narodowej zadebiutował mając 20 lat i 6 miesięcy – 27 grudnia 2003 w przegranym 30:34 towarzyskim meczu przeciwko Słowacji w Michalovcach. W 2007 wywalczył srebrny medal Mistrzostw Świata w Niemczech, za co 5 lutego 2007 został odznaczony przez prezydenta RP Lecha Kaczyńskiego Złotym Krzyżem Zasługi oraz Superpuchar. W lutym 2008 zajął 7 miejsce Mistrzostw Europy w Norwegii, a w maju – podczas wrocławskiego turnieju kwalifikacyjnego – wywalczył przepustkę do Igrzysk Olimpijskich w Pekinie (przegrana w ćwierćfinale z Islandią i ostatecznie 5 miejsce). W lutym 2009 zdobył brązowy medal Mistrzostw Świata w Chorwacji, a w styczniu 2010 pomógł wywalczyć 4 miejsce Mistrzostw Europy w Austrii.
W styczniu 2015 jego reprezentacja zajęła trzecie miejsce w Mistrzostwach Świata w Katarze. Po nich został odznaczony przez prezydenta Bronisława Komorowskiego Krzyżem Kawalerskim Orderu Odrodzenia Polski. 
Podczas Letnich Igrzysk Olimpijskich 2016 zajął z kadrą narodową czwarte miejsce.

### Kariera trenerska
Od początku sezonu 2020/2021 jest asystentem trenera Tałanta Dujszebajewa w Vive Kielce.

## Sukcesy
Reprezentacyjne
- Młodzieżowe Mistrzostwa Europy 2002
- Mistrzostwa Świata: 2007
- Superpuchar: 2007
- Mistrzostwa Świata: 2009, 2015

Klubowe
- Mistrzostwo Polski: 2003, 2004,
- Puchar Niemiec: 2006, 2010
- Superpuchar Niemiec: 2006, 2009, 2010
- Mistrzostwo Niemiec: 2007, 2009, 2010
- Puchar EHF: 2007
- Mistrzostwo Niemiec: 2008
- Mistrzostwo Niemiec: 2011
- Mistrzostwo Polski: 2013, 2014, 2015, 2016, 2017, 2018, 2019, 2020
- Puchar Polski: 2013, 2014, 2015, 2016, 2017, 2018, 2019,
- Liga Mistrzów: 2016
- Liga Mistrzów: 2013

Indywidualne
- Mecz Gwiazd Bundesligi: 2010
- Mistrzostwa Europy w Piłce Ręcznej Mężczyzn 2014: najlepszy prawy rozgrywający[15]

## Odznaczenia
- W 2015 został odznaczony przez prezydenta Bronisława Komorowskiego Krzyżem Kawalerskim Orderu Odrodzenia Polski[13].
- 5 lutego 2007 został odznaczony Złotym Krzyżem Zasługi[12]